# TT10
| p · n | b | w | i | i |

| p · n | b | w | i | i |

| D28 · Z1 | Aa18 · Z1 |

| D28 · Z1 | Aa18 · Z1 |

La tomba di Penbuy e Kasa, identificata con la sigla TT10 (Theban Tomb 10) è una delle Tombe dei Nobili ubicate nell’area della cosiddetta Necropoli Tebana, sulla sponda occidentale del Nilo dinanzi alla città di Luxor, in Egitto. Destinata a sepolture di nobili e funzionari connessi alle case regnanti, specie del Nuovo Regno, l'area venne sfruttata, come necropoli, fin dall'Antico Regno e, successivamente, sino al periodo Saitico (con la XXVI dinastia) e Tolemaico.

## Titolari
TT10 Era la tomba di:
| Titolare      | Titolo                       | Necropoli      | Dinastia/Periodo         | Note                                                                                    |
| ------------- | ---------------------------- | -------------- | ------------------------ | --------------------------------------------------------------------------------------- |
| Penbuy e Kasa | Servi nel Luogo della Verità | Deir el-Medina | XIX dinastia (Ramses II) | in alto, estremità ovest della collina sul versante che declina a ovest verso il tempio |

### Biografie

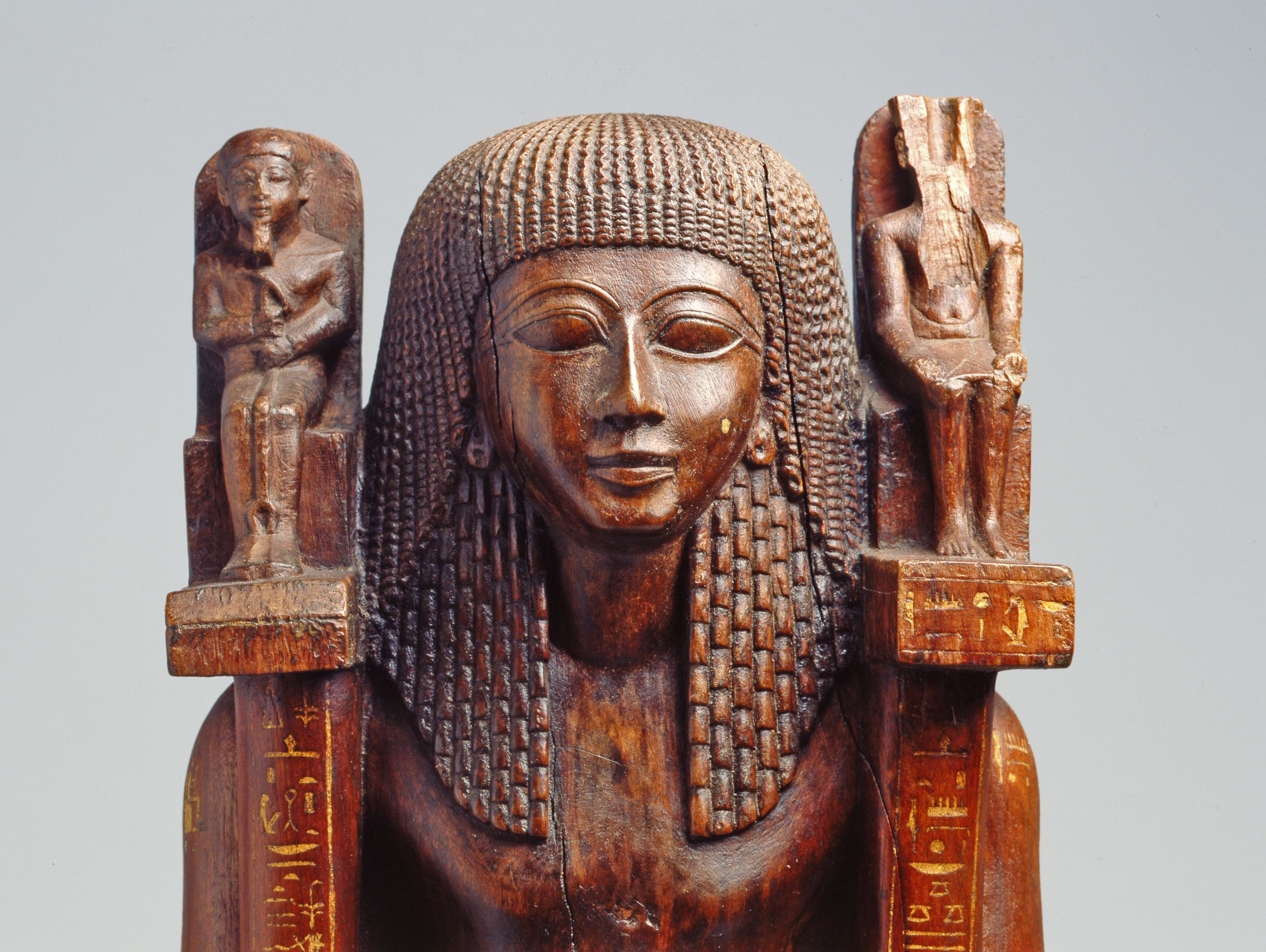
Statua portainsegna di Penbui, legno (C. 3048), dettaglio. Museo Egizio, Torino.

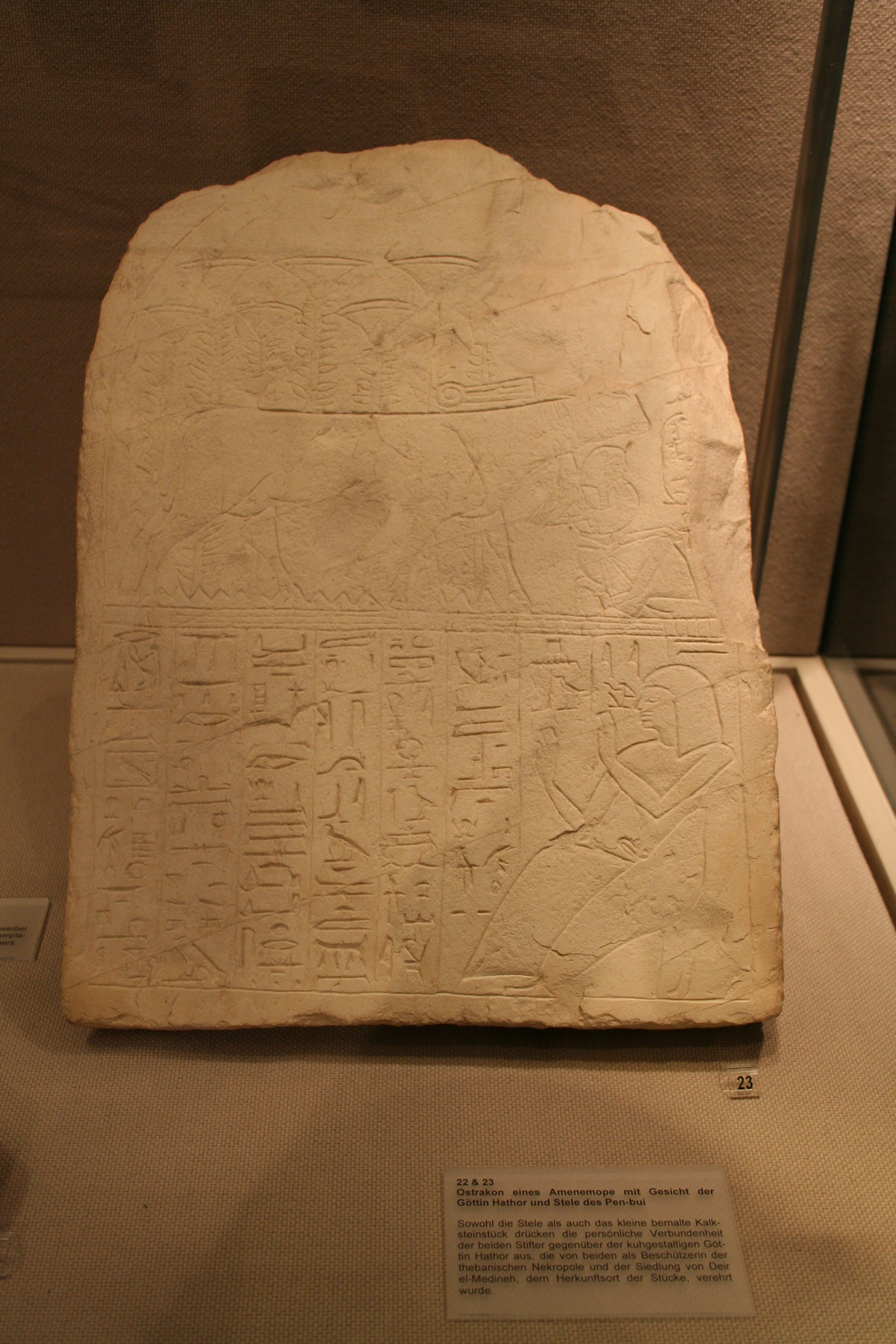
Stele di Penbui

Non definito è il rapporto esistente tra Penbuy, titolare della sepoltura, e Kasa, né sono chiare le relative condizioni e, nonostante alcune rappresentazioni, lo stesso sesso. Secondo una stele conservata a Torino (cat. 50037), Kasa era il figlio di Penbuy. La situazione non è chiarita tuttavia dalla stele stessa che fa riferimento a Penbuy al femminile, di cui Kasa sarebbe il figlio; il rapporto di parentela tra Penbuy e Kasa sembrerebbe tuttavia derivare dalla prima moglie di Penbuy, Amentwosret, ma non è chiaro se costei fosse sorella o figlia di Kasa. I dipinti parietali non valgono a chiarire la situazione poiché in non buone condizioni, con difficoltà di lettura dei nomi dei personaggi: in una scena Kasa e sua moglie Bukha-nef sono rappresentati con una figlia; in un'altra scena, è rappresentato un corteo funebre in cui le mummie sembrano essere Kasa, suo figlio Nebamentet, sua moglie Bukha-nef e una "Signora della casa" di nome Hathor. Le mummie sono precedute da un figlio di nome Nefermesenut e da sua figlia Sheritre. Lo stesso nome, Sheritre, risulta essere inoltre quello della moglie di un altro figlio, menzionato nei testi, Ptahmose.
Sul soffitto della cappella funeraria, alcune iscrizioni fanno riferimento a Penbuy e a sua moglie Amentetwosret, altre a Kasa e sua moglie Bukha-nef.
In altri dipinti parietali, Penbuy e suo fratello Penshen'abu sono rappresentati dinanzi ad Amenhotep I, Ahmose Nefertari ed ai faraoni Seti I, Ramses I ed Horemheb. In un'altra scena, Ramses II ed il visir Paser sono riportati mentre eseguono un offertorio a Ptah ed Hathor.
Padre di Penbuy fu, verosimilmente, Iri. Mogli di Penbuy furono Amentwosret e Irnefer, mentre moglie di Kasa fu, forse, Bukha-nef.

## Descrizione

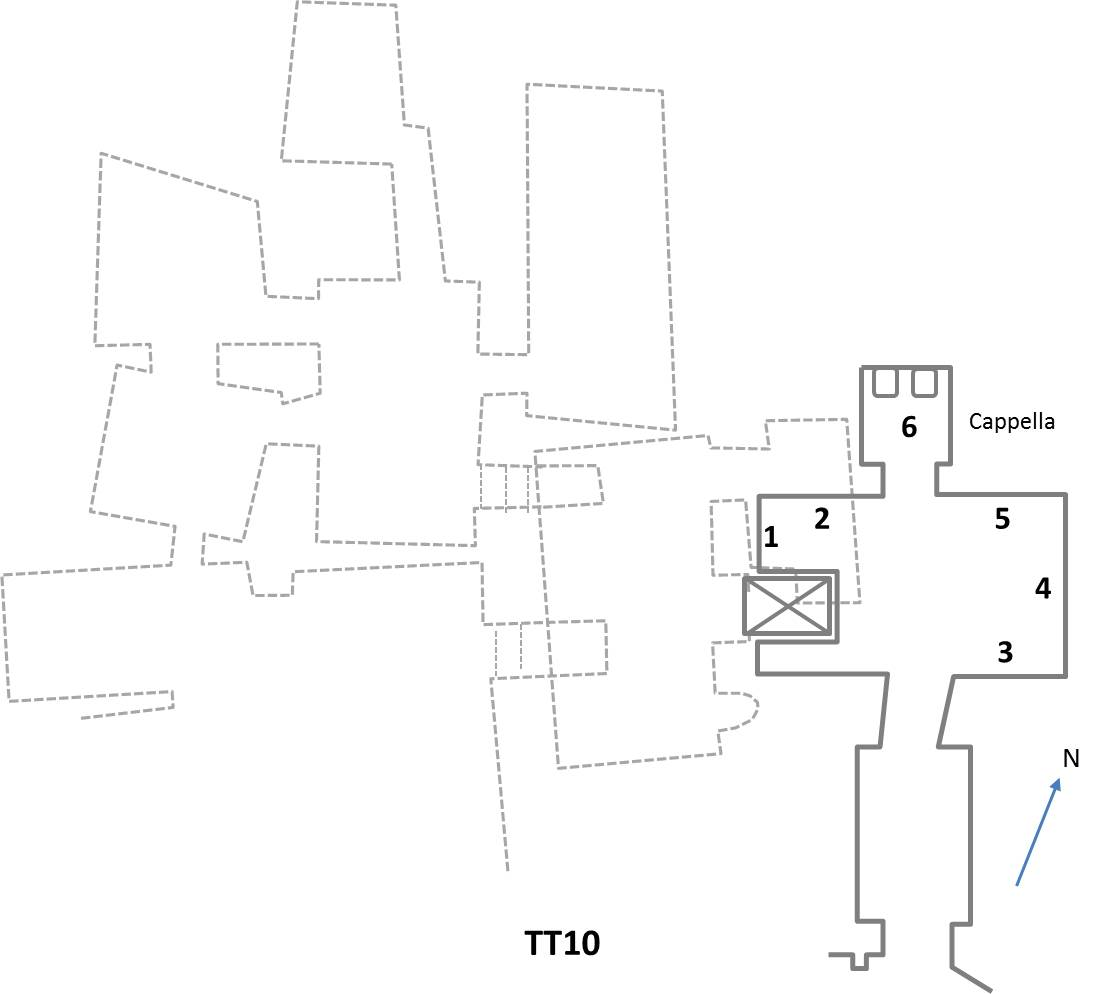
Planimetria e appartamento sotterraneo della tomba TT10

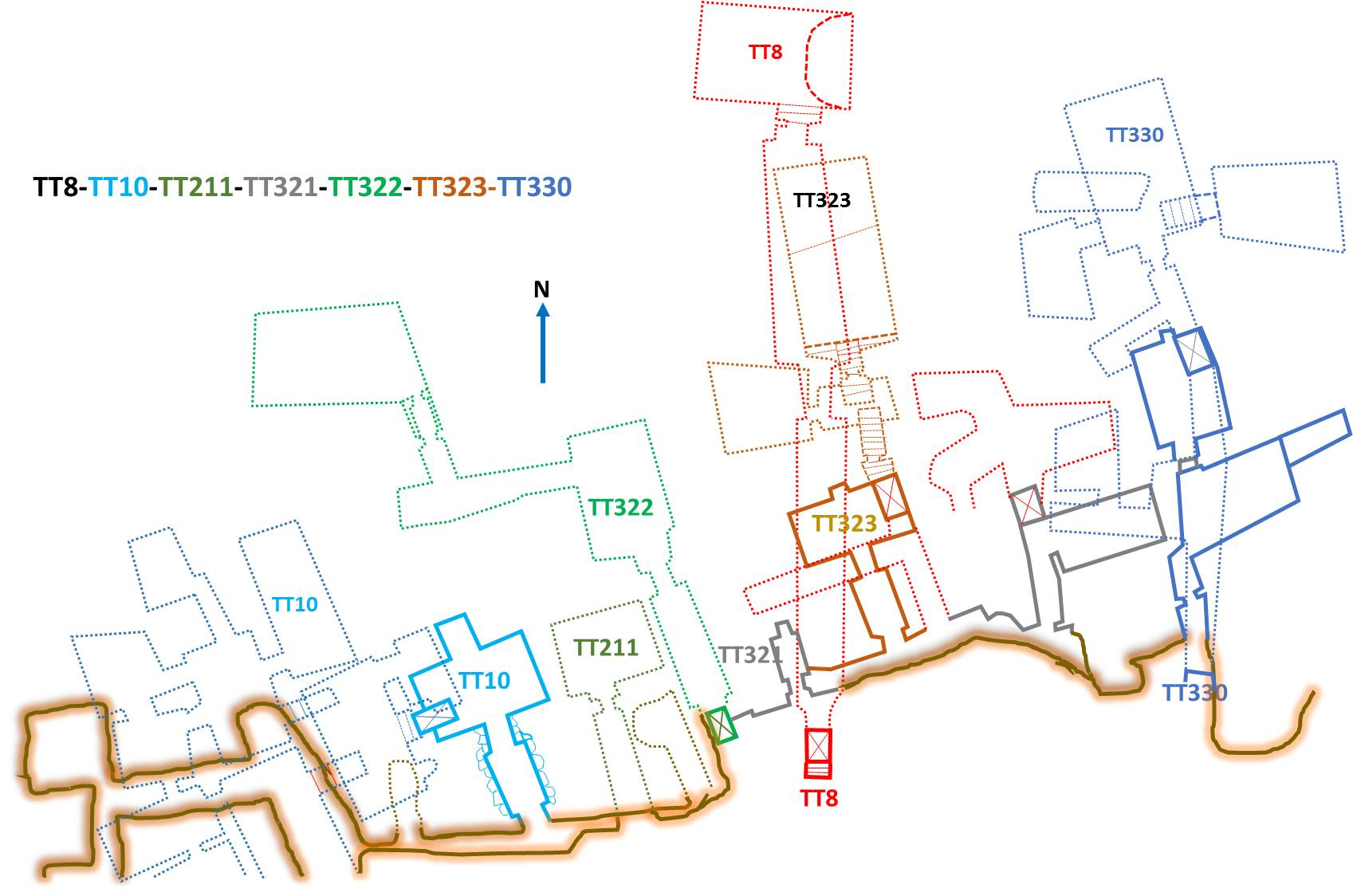
Planimetria schematica della concentrazione e sovrapposizione delle tombe TT8-10-211-321-322-323-330

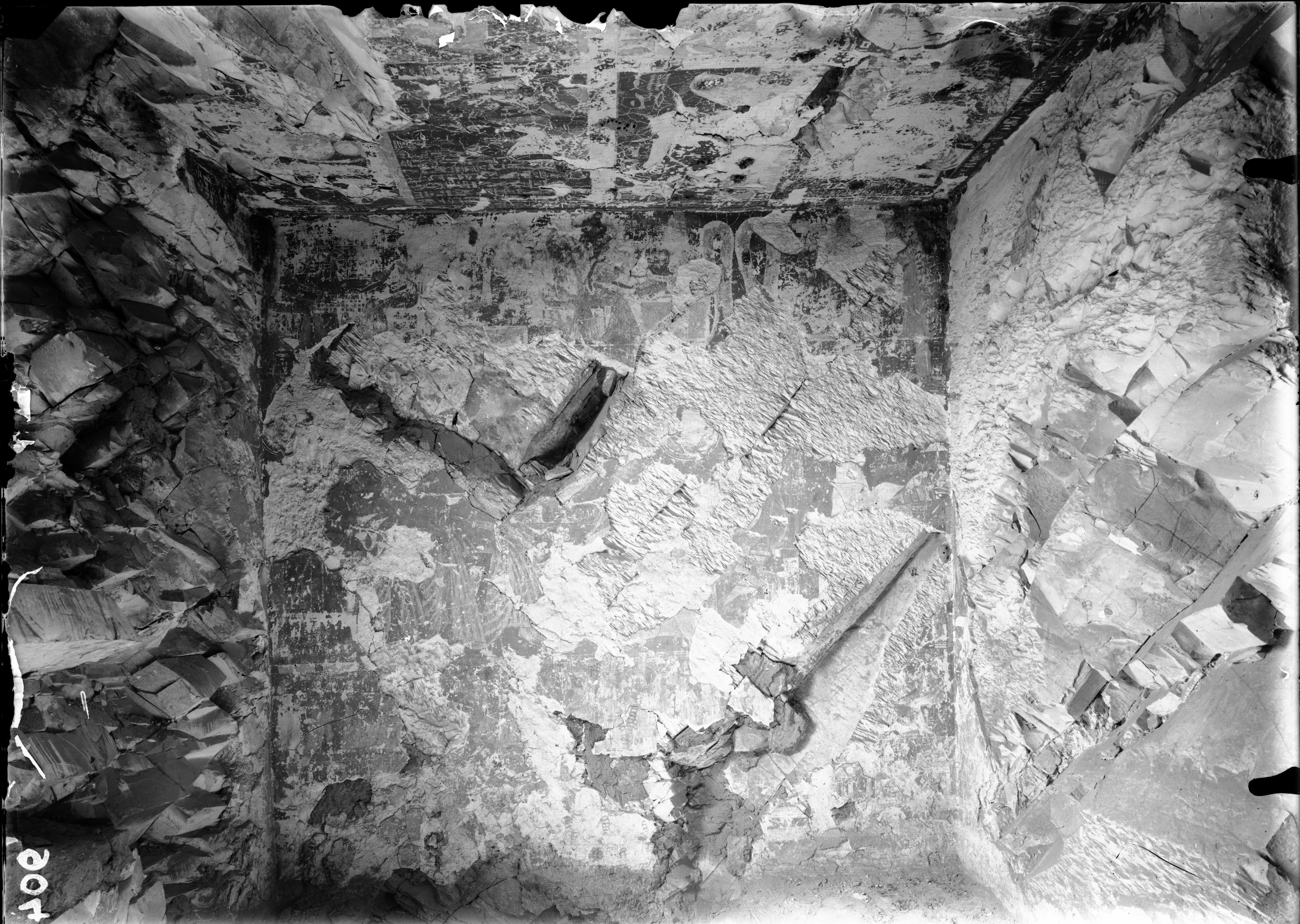
Parete dell’anticamera di TT10, la tomba di Penbuy e Kasa, durante gli scavi della spedizione italiana nel 1905-1914

TT10 si sviluppa con andamento irregolare. Ad un corridoio di accesso ne segue un secondo, più largo del precedente, privo di decorazioni. Un terzo corridoio dà accesso ad un'anticamera/cappella sulle cui pareti sono rappresentati , tra l'altro, una coppia seduta a banchetto (con un gatto e alcune oche sotto una sedia) (1 in planimetria), scene di offertorio (3), a Kasa rappresentato con moglie e figlia (4). Restano alcune tracce di un rilievo di pellegrinaggio ad Abido (3), mentre scene di trasporto funebre sono forse riferite a Kasa. In altra scena, Penbuy gioca al senet con la moglie nei pressi di un laghetto (5); poco discosto scene di adorazione di genti ad Amenhotep I e alla madre Ahmose Nefertari, in presenza degli dei Horus, Amon, Khnum, Ptah e Sekhmet. Il soffitto è ripartito in quattro parti, ognuna delle quali, a sua volta, suddivisa in quattro: uno scarabeo alato; due scene rappresentanti due coppie inginocchiate con testi sacri; le dee Iside e Nefti in adorazione del simbolo dell'Occidente (ovvero del mondo dei morti); una dea, in forma di vacca, presso uno stagno; il sole al tramonto tra un uomo e un serpente; due immagini di coppie inginocchiate e un uomo inginocchiato nei pressi di uno stagno.
Un breve corridoio porta a una camera più interna: sulla parete di fondo (6) le statue di Osiride e Horus, sulle pareti laterali una processione che vede Ramses II, seguito dal Visir Paser (TT110) e dallo Scriba del Luogo della Verità, Ramose (TT7), dinanzi a Ptah e Hathor. In altra scena Penbuy, in compagnia del fratello Penshenabu, in adorazione dei re Amenhotep I, e della madre di costui Ahmose Nefertari, Seti I (?), Ramses I e Horemheb; poco discosto, Penbuy, Kasa ed un figlio adorano Hor-sa-iset, in altra scena, Ramses II e Paser adorano Hathor in forma di vacca sacra, signora della montagna dell'Occidente. Penbuy e Kasa ed un figlio adorano Thot. Sul soffitto, a volta, Anubi, Thot e i quattro figli di Horus.

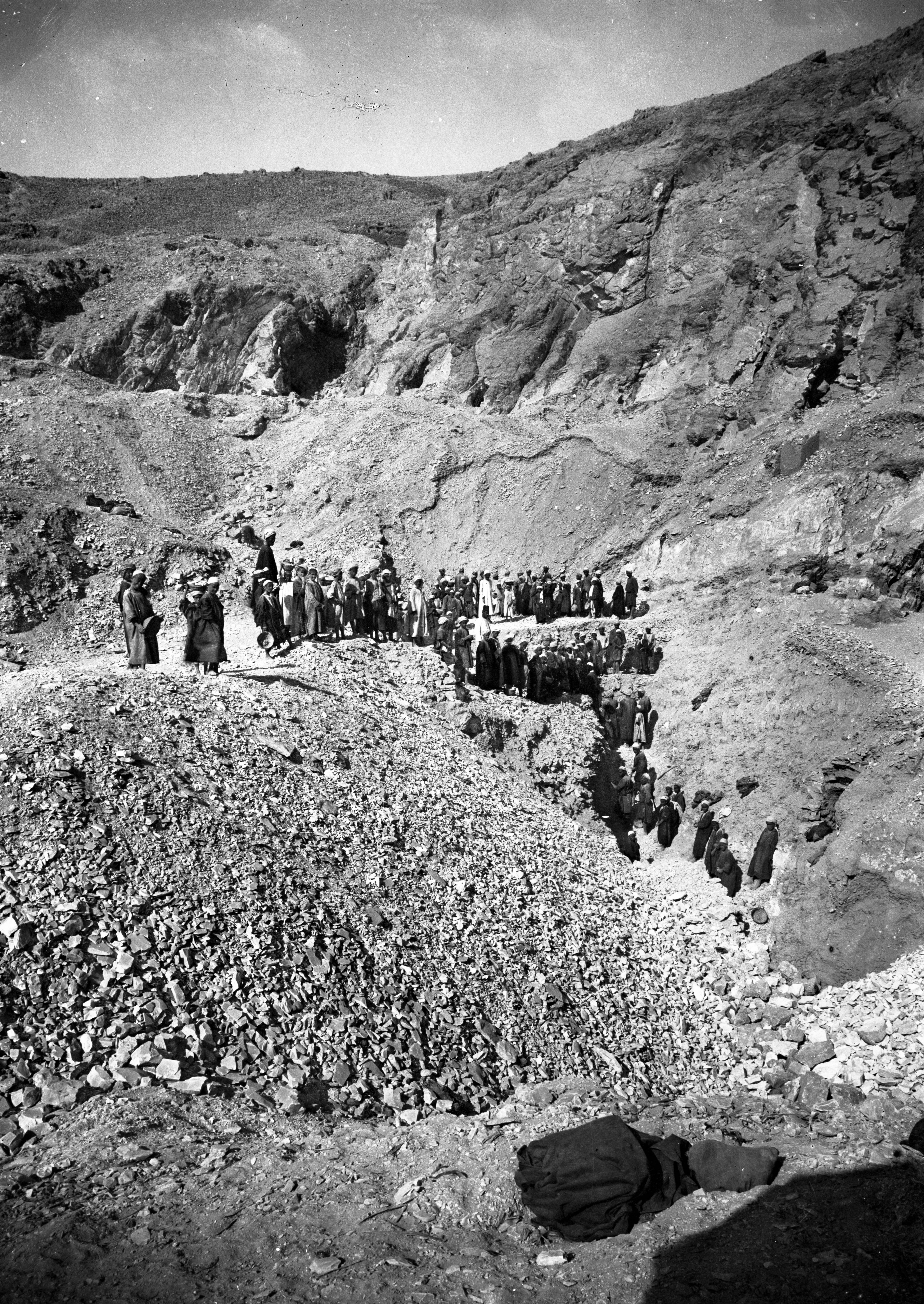
Scavi nell'area settentrionale della necropoli nel 1906. Sullo sfondo, in alto, l'ingresso della tomba TT10.
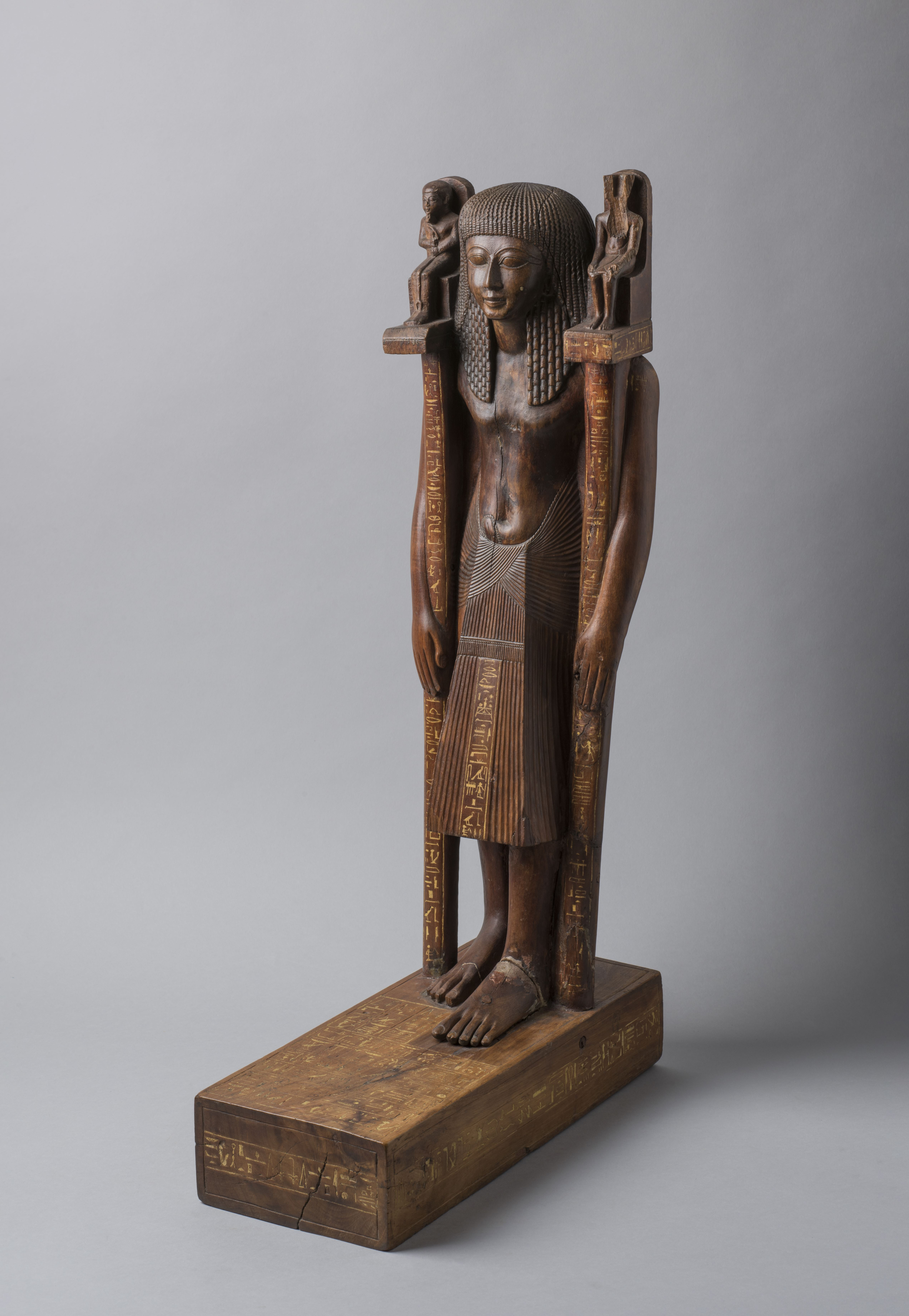
Statua portainsegna di Penbui, legno (C. 3048). Museo Egizio, Torino.
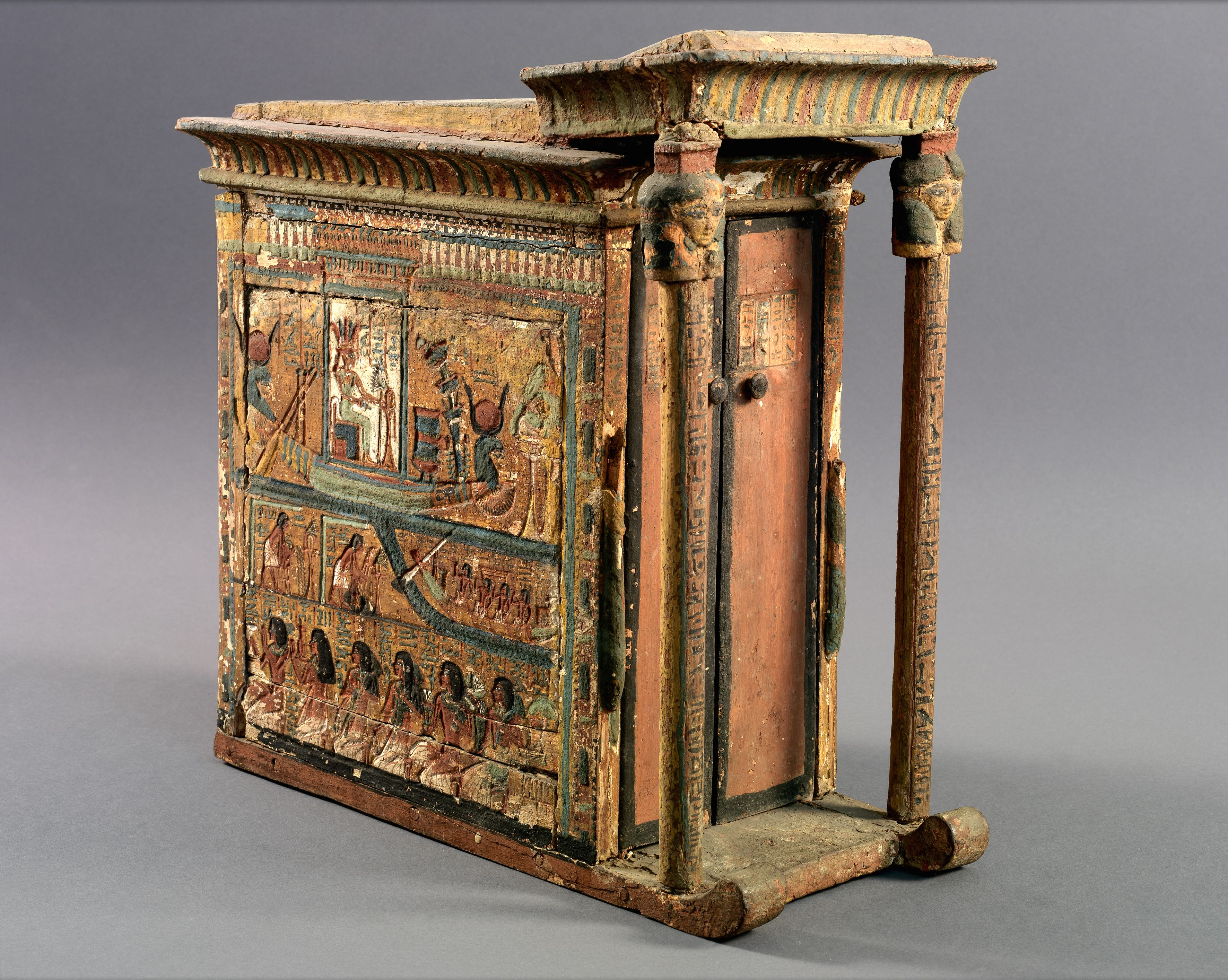
Naos votivo di Kasa (C. 2446), Museo Egizio, Torino.
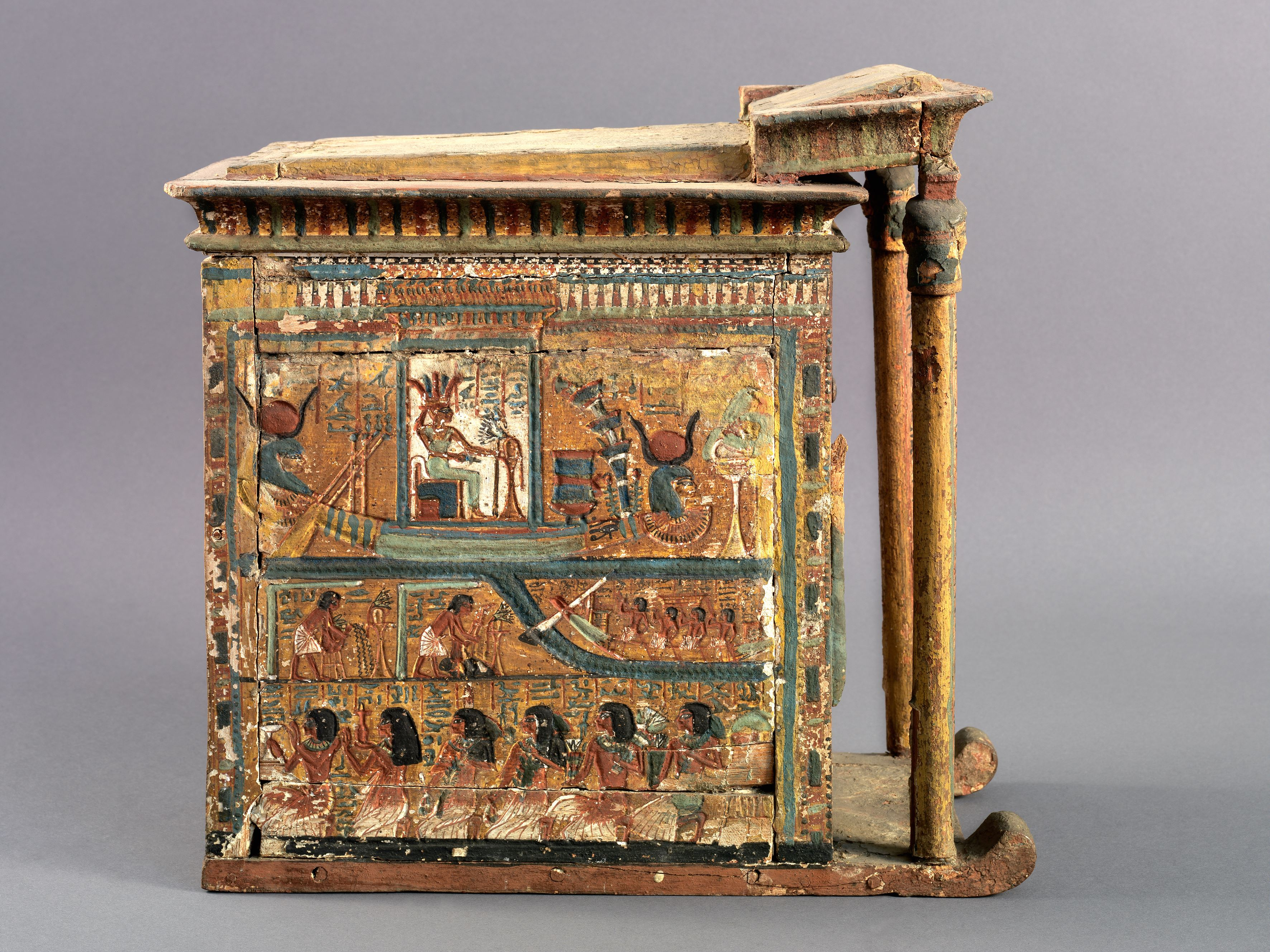
Naos votivo di Kasa

### Annotazioni
1. ↑  La prima numerazione delle tombe, dalla numero 1 alla 253, risale al 1913 con l’edizione del "Topographical Catalogue of the Private Tombs of Thebes" di Alan Gardiner e Arthur Weigall. Le tombe erano numerate in ordine di scoperta e non geografico; ugualmente in ordine cronologico di scoperta sono le tombe dalla 253 in poi.
2. ↑  I campi della Duat, ovvero l'aldilà egizio, si trovavano, secondo le credenze, proprio sulla riva occidentale del grande fiume.
3. ↑  Nella sua epoca di utilizzo, l'area era nota come "Quella di fronte al suo Signore" (con riferimento alla riva orientale, dove si trovavano le strutture dei Palazzi di residenza dei re e i templi dei principali dei) o, più semplicemente, "Occidente di Tebe".
4. ↑  le Tombe dei Nobili, benché raggruppate in un'unica area, sono di fatto distribuite su più necropoli distinte.
5. ↑  Le note, sovente di inquadramento topografico della tomba, sono tratte dal "Topographical Catalogue" di Gardiner e Weigall, ed. 1913 e fanno perciò riferimento alla situazione dell'epoca.
6. ↑  Set-Maat = "Luogo della Verità" era uno dei nomi con cui era noto il villaggio operaio di Deir el-Medina. Il villaggio era anche noto come Pa-demi, ovvero, semplicemente, "il villaggio".
7. ↑  Nome ricavato da una tavola da offerte oggi al Museo egizio di Torino (cat. 1559).

### Fonti
1. 1 2  Porter e Moss 1927,  p. 19.
2. ↑  Gardiner e Weigall 1913.
3. ↑  Donadoni 1999,  p. 115.
4. ↑  Tosi 2005,  Vol. II, p. 152.
5. ↑  Davies 1999,  per Penbuy: pp. 194-195, carta genealogica 29; per Kasa: pp. 267-273, carta genealogica 28.
6. ↑  Porter e Moss 1927,  planimetria p. 20.
7. ↑  Porter e Moss 1927,  pp. 19-21.